# Будинок генерала Гутовського (колишній будинок Шапошникова)
Будинок генерала Гутовського, помилкова назва Будинок Шапошнікова — історична будівля початку XX століття у місті Кременчуці, що розташований на розі вулиць Перемоги та Софіївської. Зараз Дитячий комбінат (Охоронний номер 127-По). Будівля є пам'яткою архітектури.

## Опис та розташування
Будинок являє собою зразок модернізованої класики. На будинку присутня антична ліпнина з ваз, смолоскипів, військової арматури, і колонний портик у дворового фасаду, і класично строгий візерунок огороджувальної садибу чавунної решітки та сходових перил.

## Історія
Будівля була зведена незадовго до початку першої світової війни на розі Київської (зараз вулиця Перемоги) та Міщанської вулиць (нині вулиця Софіївська) генералом Гутовським. На початку XX століття пані Гутовська здавала у ньому квартири.
У роки визвольних змагань 1917—1921 у ньому розміщувалися різні військові установи. Після революції будинок було націоналізовано.
у 1927 р. в будинку відкривається нічний протитуберкульозний санаторій  на 20 ліжок (Завідувачка — висуванка Курицький). Нічні санаторії служили для оздоровлення хворих із закритою формою туберкульозу. За профспілковими путівками вони приходили до санаторію після роботи. Там їх чекав душ, вечеря, профілактичне лікування, сон і сніданок вранці, після чого хворі відправлялися на роботу. На початку 30-х років в санаторії вже було 50 ліжок. Щорічно тут лікувалися близько 350 людей. 
Станом на весну 1931 р. тут розташовувався туберкульозний диспансер.
В роки  Другої світової війни будинок обгорів, та вже в 1946 р. було прийнято рішення про відновлення будівлі під житло, тоді ж добудовується новий корпус вздовж вулиці Перемоги.
З 1953 по 1962 у будинку по вулиці Чапаєва, 1/48, проживали працівники Кременчуцької військової авіаційної школи (КВАШ).
У 1963 році   особняк було передано дошкільному закладу № 19 "Яблунька".
З 1963 року у будівлі розташовано дитячий садок «Яблунька». Будівля взято під охорону державою як пам'ятка архітектури.
На початку 2000-х років будівлю орендував вищий навчальний заклад, яким у 2007 р. було проведено ремонт з доволі вдалою реставрацією декоративних елементів.